# Martin Phipps
Martin Phipps est un compositeur britannique.

## Biographie
Né dans un milieu musical, filleul de Benjamin Britten, il a commencé par faire des études théâtrales à l'Université de Manchester. Il écrit pour la BBC depuis 1994, mais c'est à partir de Eureka Street en 1999 que sa musique commence à vraiment être remarquée. Ont ensuite été particulièrement appréciées la musique originale de North and South en 2004 et surtout celle de The Virgin Queen en 2005, puisqu'elle a reçu le Ivor Novello Awards de la meilleure bande-son.
Plus récemment, il a composé la musique des téléfilms Persuasion (2007) et Raison et Sentiments (2008). Il a été nommé aux British Academy Television Awards en 2009 pour cette dernière et récompensé pour Wallander. Il a reçu le même BAFTA de la meilleure musique originale de télévision en 2010 pour Small Island. il a aussi composé des musiques de films, comme The Flying Scotsman (2006) et Harry Brown (2009). Sa musique, qui relève de la musique minimaliste, souligne l'aspect émotionnel de l'œuvre qu'elle illustre. Elle est considérée comme inventive et constamment novatrice.

## Discographie
- 2004 : North and South
- 2007 : Persuasion
- 2008 : Raison et Sentiments
- 2009: Small Island

## Filmographie sélective
Martin Phipps a composé la musique de trente-huit œuvres, surtout pour la BBC (séries, téléfilms, drames historiques) mais aussi pour le cinéma, depuis 1994 avec le très court (15 minutes) téléfilm Phew. La plus récente est celle de  Brighton Rock, présentée au Festival international du film de Toronto le 13 septembre 2010.

### Télévision
- 2003 : The Canterbury Tales (épisode The Wife of Bath)
- 2004 : North and South
- 2005 : The Virgin Queen (La Reine vierge)
- 2007 : Persuasion
- 2008 : Raison et Sentiments
- 2008-2010 : Wallander
- 2009 : Endgame
- 2014 : Peaky Blinders
- 2016 : Victoria
- 2016 : Guerre et paix
- 2019-2023 : The Crown

### Cinéma
- 2005 : The Last Hangman (Le dernier bourreau)
- 2009 : Harry Brown
- 2010 : Brighton Rock
- 2014 : Dans le silence de l'Ouest (The Keeping Room) de Daniel Barber
- 2015 : La Femme au tableau (Woman in Gold)
- 2019 : Cœurs ennemis (The Aftermath)
- 2023 : Napoléon (Napoleon) de Ridley Scott

## Récompenses
- 2010 : BAFTA de la meilleure musique originale pour Small Island (2009).
- 2009 : BAFTA de la meilleure musique originale pour Wallander (2008).
- 2009 : nommé pour le BAFTA de  la meilleure musique originale pour Raison et Sentiments (2008).
- 2009 : RTS Television Award de la meilleure musique (titre original) pour Wallander.
- 2008 : nommé aux Emmy Awards, catégorie Outstanding Music Composition for a Miniseries, Movie or a Special (Original Dramatic Score), pour Raison et Sentiments